# Gran Premio di superbike di Phillip Island 2007
Il Gran Premio di superbike di Phillip Island 2007 è stato la seconda prova su tredici del campionato mondiale Superbike 2007, disputato il 4 marzo sul circuito di Phillip Island, in gara 1 ha visto la vittoria di Troy Bayliss davanti a James Toseland e Max Biaggi, la gara 2 è stata vinta da James Toseland che ha preceduto Troy Bayliss e Noriyuki Haga.
La vittoria nella gara valevole per il campionato mondiale Supersport 2007 è stata ottenuta da Fabien Foret.

#### Arrivati al traguardo

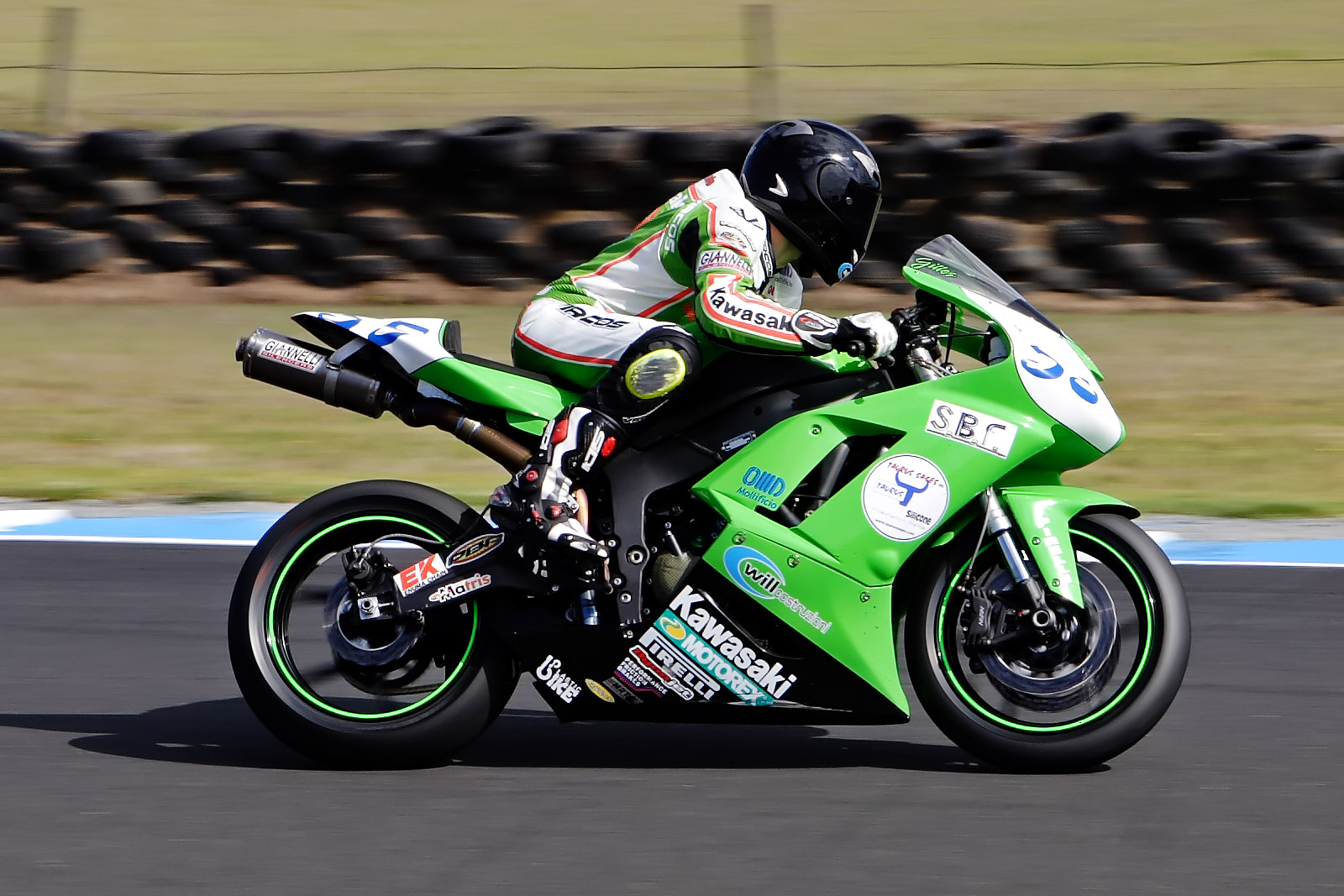
Gilles Boccolini

## Risultati

### Gara 1

#### Arrivati al traguardo[4]
| Pos. | Nº  | Pilota             | Squadra                     | Motocicletta        | Giri | Tempo     | Griglia | Punti |
| ---- | --- | ------------------ | --------------------------- | ------------------- | ---- | --------- | ------- | ----- |
| 1º   | 21  | Troy Bayliss       | Ducati Xerox                | Ducati 999 F07      | 22   | 34:11.276 | 1º      | 25    |
| 2º   | 52  | James Toseland     | Hannspree Ten Kate Honda    | Honda CBR1000RR     | 22   | +0:02.096 | 2º      | 20    |
| 3º   | 3   | Max Biaggi         | Alstare Suzuki Corona Extra | Suzuki GSX-R1000 K7 | 22   | +0:10.143 | 5º      | 16    |
| 4º   | 41  | Noriyuki Haga      | Yamaha Motor Italia         | Yamaha YZF-R1       | 22   | +0:18.923 | 4º      | 13    |
| 5º   | 11  | Troy Corser        | Yamaha Motor Italia         | Yamaha YZF-R1       | 22   | +0:19.742 | 3º      | 11    |
| 6º   | 57  | Lorenzo Lanzi      | Ducati Xerox                | Ducati 999 F07      | 22   | +0:24.765 | 10º     | 10    |
| 7º   | 111 | Rubén Xaus         | Team Sterilgarda            | Ducati 999 F06      | 22   | +0:27.404 | 8º      | 9     |
| 8º   | 76  | Max Neukirchner    | Suzuki Germany              | Suzuki GSX-R1000 K6 | 22   | +0:34.614 | 7º      | 8     |
| 9º   | 10  | Fonsi Nieto        | Kawasaki PSG-1 Corse        | Kawasaki ZX-10R     | 22   | +0:35.339 | 6º      | 7     |
| 10º  | 99  | Steve Martin       | D.F.X. Corse                | Honda CBR1000RR     | 22   | +0:36.238 | 11º     | 6     |
| 11º  | 44  | Roberto Rolfo      | Hannspree Ten Kate Honda    | Honda CBR1000RR     | 22   | +0:38.067 | 15º     | 5     |
| 12º  | 25  | Joshua Brookes     | Alto Evolution Honda        | Honda CBR1000RR     | 22   | +0:47.078 | 12º     | 4     |
| 13º  | 38  | Shin'ichi Nakatomi | Yamaha YZF                  | Yamaha YZF-R1       | 22   | +0:58.571 | 18º     | 3     |
| 14º  | 96  | Jakub Smrž         | Caracchi Ducati SC          | Ducati 999 F05      | 22   | +1:08.000 | 14º     | 2     |
| 15º  | 53  | Alessandro Polita  | Celani Team Suzuki Italia   | Suzuki GSX-R1000 K6 | 22   | +1:22.584 | 19º     | 1     |
| 16º  | 73  | Christian Zaiser   | LBR Racing                  | MV Agusta F4 1000R  | 22   | +1:28.374 | 20º     |       |
| 17º  | 42  | Dean Ellison       | Team Pedercini              | Ducati 999RS        | 22   | +1:30.184 | 22º     |       |
| 18º  | 36  | Jiří Drazdak       | Yamaha Jr. Pro SBK Racing   | Yamaha YZF-R1       | 21   | +1 giro   | 21º     |       |

#### Ritirati
| Nº | Pilota          | Squadra              | Motocicletta    | Giri | Griglia |
| -- | --------------- | -------------------- | --------------- | ---- | ------- |
| 55 | Régis Laconi    | Kawasaki PSG-1 Corse | Kawasaki ZX-10R | 16   | 9º      |
| 84 | Michel Fabrizio | D.F.X. Corse         | Honda CBR1000RR | 5    | 13º     |

### Gara 2

#### Arrivati al traguardo[5]
| Pos. | Nº  | Pilota             | Squadra                     | Motocicletta        | Giri | Tempo     | Griglia | Punti |
| ---- | --- | ------------------ | --------------------------- | ------------------- | ---- | --------- | ------- | ----- |
| 1º   | 52  | James Toseland     | Hannspree Ten Kate Honda    | Honda CBR1000RR     | 22   | 34:16.990 | 2º      | 25    |
| 2º   | 21  | Troy Bayliss       | Ducati Xerox                | Ducati 999 F07      | 22   | +0:00.274 | 1º      | 20    |
| 3º   | 41  | Noriyuki Haga      | Yamaha Motor Italia         | Yamaha YZF-R1       | 22   | +0:06.916 | 4º      | 16    |
| 4º   | 3   | Max Biaggi         | Alstare Suzuki Corona Extra | Suzuki GSX-R1000 K7 | 22   | +0:07.013 | 5º      | 13    |
| 5º   | 11  | Troy Corser        | Yamaha Motor Italia         | Yamaha YZF-R1       | 22   | +0:07.052 | 3º      | 11    |
| 6º   | 111 | Rubén Xaus         | Team Sterilgarda            | Ducati 999 F06      | 22   | +0:23.176 | 8º      | 10    |
| 7º   | 57  | Lorenzo Lanzi      | Ducati Xerox                | Ducati 999 F07      | 22   | +0:26.471 | 10º     | 9     |
| 8º   | 76  | Max Neukirchner    | Suzuki Germany              | Suzuki GSX-R1000 K6 | 22   | +0:26.471 | 7º      | 8     |
| 9º   | 84  | Michel Fabrizio    | D.F.X. Corse                | Honda CBR1000RR     | 22   | +0:26.486 | 13º     | 7     |
| 10º  | 44  | Roberto Rolfo      | Hannspree Ten Kate Honda    | Honda CBR1000RR     | 22   | +0:37.936 | 15º     | 6     |
| 11º  | 96  | Jakub Smrž         | Caracchi Ducati SC          | Ducati 999 F05      | 22   | +0:41.308 | 14º     | 5     |
| 12º  | 25  | Joshua Brookes     | Alto Evolution Honda        | Honda CBR1000RR     | 22   | +0:48.672 | 12º     | 4     |
| 13º  | 38  | Shin'ichi Nakatomi | Yamaha YZF                  | Yamaha YZF-R1       | 22   | +0:48.717 | 18º     | 3     |
| 14º  | 10  | Fonsi Nieto        | Kawasaki PSG-1 Corse        | Kawasaki ZX-10R     | 22   | +1:13.095 | 6º      | 2     |
| 15º  | 53  | Alessandro Polita  | Celani Team Suzuki Italia   | Suzuki GSX-R1000 K6 | 22   | +1:13.882 | 19º     | 1     |
| 16º  | 73  | Christian Zaiser   | LBR Racing                  | MV Agusta F4 1000R  | 22   | +1:17.925 | 20º     |       |

#### Ritirati
| Nº | Pilota       | Squadra                   | Motocicletta    | Giri | Griglia |
| -- | ------------ | ------------------------- | --------------- | ---- | ------- |
| 42 | Dean Ellison | Team Pedercini            | Ducati 999RS    | 16   | 22º     |
| 55 | Régis Laconi | Kawasaki PSG-1 Corse      | Kawasaki ZX-10R | 14   | 9º      |
| 36 | Jiří Drazdak | Yamaha Jr. Pro SBK Racing | Yamaha YZF-R1   | 6    | 21º     |
| 99 | Steve Martin | D.F.X. Corse              | Honda CBR1000RR | 1    | 11º     |

### Supersport

#### Arrivati al traguardo[3]
| Pos. | Nº  | Pilota                | Squadra                      | Motocicletta    | Giri | Tempo     | Griglia | Punti |
| ---- | --- | --------------------- | ---------------------------- | --------------- | ---- | --------- | ------- | ----- |
| 1º   | 9   | Fabien Foret          | Gil Motor Sport              | Kawasaki ZX-6R  | 21   | 33:46.218 | 1º      | 25    |
| 2º   | 54  | Kenan Sofuoğlu        | Hannspree Ten Kate Honda     | Honda CBR600RR  | 21   | +0.704    | 4º      | 20    |
| 3º   | 23  | Broc Parkes           | Yamaha World SSP Racing      | Yamaha YZF-R6   | 21   | '+2.243   | 6º      | 16    |
| 4º   | 16  | Sébastien Charpentier | Hannspree Ten Kate Honda     | Honda CBR600RR  | 21   | '+6.415   | 3º      | 13    |
| 5º   | 21  | Katsuaki Fujiwara     | Althea Honda                 | Honda CBR600RR  | 21   | + 15.085  | 8º      | 11    |
| 6º   | 7   | Pere Riba             | Gil Motor Sport              | Kawasaki ZX-6R  | 21   | + 15.192  | 11º     | 10    |
| 7º   | 127 | Robbin Harms          | Stiggy Motorsport Honda      | Honda CBR600RR  | 21   | + 22.846  | 13º     | 9     |
| 8º   | 77  | Barry Veneman         | Pioneer Hoegee Suzuki Racing | Suzuki GSX-R600 | 21   | + 24.509  | 7º      | 8     |
| 9º   | 4   | Lorenzo Alfonsi       | Althea Honda                 | Honda CBR600RR  | 21   | + 26.146  | 16º     | 7     |
| 10º  | 32  | Yoann Tiberio         | Stiggy Motorsport Honda      | Honda CBR600RR  | 21   | + 29.413  | 9º      | 6     |
| 11º  | 11  | Kevin Curtain         | Yamaha World SSP Racing      | Yamaha YZF-R6   | 21   | + 29.706  | 2º      | 5     |
| 12º  | 38  | Grégory Leblanc       | Vazy Racing                  | Honda CBR600RR  | 21   | + 29.759  | 20º     | 4     |
| 13º  | 194 | Sébastien Gimbert     | Yamaha - GMT 94              | Yamaha YZF-R6   | 21   | + 35.318  | 12º     | 3     |
| 14º  | 18  | Craig Jones           | Revè Ekerold Honda Racing    | Honda CBR600RR  | 21   | + 43.153  | 18º     | 2     |
| 15º  | 44  | David Salom           | Yamaha Spain                 | Yamaha YZF-R6   | 21   | + 43.410  | 25º     | 1     |
| 16º  | 60  | Vladimir Ivanov       | Vector Racing                | Yamaha YZF-R6   | 21   | + 49.548  | 15º     |       |
| 17º  | 25  | Tatu Lauslehto        | Intermoto Czech              | Honda CBR600RR  | 21   | + 55.766  | 29º     |       |
| 18º  | 94  | David Checa           | Yamaha - GMT 94              | Yamaha YZF-R6   | 21   | + 56.298  | 10º     |       |
| 19º  | 75  | Chris Seaton          | Electro Regenesis Racing     | Yamaha YZF-R6   | 21   | + 56.475  | 28º     |       |
| 20º  | 35  | Gilles Boccolini      | PMS Corse                    | Kawasaki ZX-6R  | 21   | +1:03.465 | 27º     |       |
| 21º  | 116 | Simone Sanna          | Racing Team Parkalgar        | Honda CBR600RR  | 21   | +1:03.474 | 21º     |       |
| 22º  | 74  | Judd Greedy           | Sunstate Racing              | Honda CBR600RR  | 21   | +1:09.206 | 32º     |       |
| 23º  | 73  | Yves Polzer           | LBR Racing                   | Ducati 749R     | 21   | +1:14.588 | 35º     |       |
| 24º  | 17  | Miguel Praia          | Racing Team Parkalgar        | Honda CBR600RR  | 21   | +1:15.200 | 34º     |       |
| 25º  | 46  | Jesco Günther         | CRS Grand Prix               | Honda CBR600RR  | 21   | +1:16.974 | 36º     |       |
| 26º  | 55  | Massimo Roccoli       | Yamaha Team Italia           | Yamaha YZF-R6   | 21   | +1:21.124 | 17º     |       |
| 27º  | 39  | David Forner          | Yamaha Spain                 | Yamaha YZF-R6   | 21   | +1:38.135 | 37º     |       |
| 28º  | 88  | Gergo Talmacsi        | Vector Racing                | Yamaha YZF-R6   | 21   | +1:38.201 | 33º     |       |
| 29º  | 96  | Nikola Milovanovic    | Benjan Motoren               | Honda CBR600RR  | 20   | +1 giro   | 38º     |       |

#### Ritirati
| Nº  | Pilota             | Squadra                      | Motocicletta    | Giri | Griglia |
| --- | ------------------ | ---------------------------- | --------------- | ---- | ------- |
| 45  | Gianluca Vizziello | RG Team                      | Yamaha YZF-R6   | 14   | 24º     |
| 81  | Matthieu Lagrive   | Intermoto Czech              | Honda CBR600RR  | 14   | 26º     |
| 69  | Gianluca Nannelli  | Caracchi Ducati SC           | Ducati 749R     | 13   | 5º      |
| 8   | Chris Peris        | Moto 1 - Yamaha Bikersdays   | Yamaha YZF-R6   | 9    | 19º     |
| 169 | Julien Enjolras    | Tati Team Beaujolais Racing  | Yamaha YZF-R6   | 8    | 31º     |
| 26  | Joan Lascorz       | Glaner Motocard.com          | Honda CBR600RR  | 2    | 30º     |
| 34  | Davide Giugliano   | Lightspeed Kawasaki Supp.    | Kawasaki ZX-6R  | 1    | 22º     |
| 12  | Javier Forés       | HP Racing                    | Honda CBR600RR  | 0    | 23º     |
| 31  | Vesa Kallio        | Pioneer Hoegee Suzuki Racing | Suzuki GSX-R600 | 0    | 14º     |